# Brandon Coutu
Brandon Coutu (Lawrenceville, 29 settembre 1984) è un ex giocatore di football americano statunitense che ha militato nel ruolo di placekicker nella National Football League (NFL) e nella United Football League (UFL).

## Carriera

### Seattle Seahawks
Al college Coutu giocò a football a Georgia. Fu scelto nel corso del settimo giro (235º assoluto) del Draft NFL 2008 dai Seattle Seahawks. Fu uno dei soli due kicker scelti nel draft di quell'anno. Fu svincolato il 5 settembre 2009. IL 30 luglio rifermò per sostituire Olindo Mare. Fu svincolato il 20 agosto.

### Las Vegas Locomotives
Il 25 agosto 2011 Coutu firmò con i Las Vegas Locomotives della UFL.

### Jacksonville Jaguars
Il 12 dicembre 2011 Coutu firmò con la squadra di allenamento dei Jacksonville Jaguars.

### Buffalo Bills
Coutu firmò con i Buffalo Bills il 28 dicembre 2011 per sostituire gli infortunati Rian Lindell e Dave Rayner. Fu il terzo kicker utilizzato da Buffalo nella stagione. Tentò il primo field goal nella NFL il 1º gennaio contro i New England Patriots ma lo sbagliò. Fu svincolato a fine stagione.

### Ritorno ai Jacksonville Jaguars
Coutu firmò nuovamente con i Jaguars nel maggio 2012. Fu svincolato il 17 luglio per fare spazio al nuovo acquisto Josh Scobee.

### Omaha Nighthawks
Nel 2012 Coutu giocò con gli Omaha Nighthawks della UFL segnando 7 field goal su 8 tentativi. Dopo il fallimento della lega si ritirò.